# La Bruère-sur-Loir
La Bruère-sur-Loir ist eine französische Gemeinde mit 250 Einwohnern (Stand: 1. Januar 2022) im Département Sarthe in der Region Pays de la Loire. Sie gehört zum Arrondissement La Flèche und zum Kanton Le Lude. Die Einwohner werden Bruérois genannt.

## Geographie
La Bruère-sur-Loir liegt etwa 38 Kilometer südsüdöstlich von Le Mans. Der Fluss Loir begrenzt die Gemeinde im Norden. Umgeben wird La Bruère-sur-Loir von den Nachbargemeinden Vaas im Norden und Westen, Montval-sur-Loir im Nordosten, Nogent-sur-Loir im Osten, Chenu im Süden sowie Saint-Germain-d’Arcé im Westen und Südwesten.

## Bevölkerungsentwicklung
| Jahr                       | 1962 | 1968 | 1975 | 1982 | 1990 | 1999 | 2006 | 2018 |
| Einwohner                  | 267  | 263  | 235  | 225  | 218  | 256  | 257  | 245  |
| Quellen: Cassini und INSEE |      |      |      |      |      |      |      |      |

## Sehenswürdigkeiten
- Kirche Saint-Martin aus dem 11. Jahrhundert, Umbauten aus dem 16. Jahrhundert, Monument historique seit 1912
- Schloss La Maison Rouge, 1862 zerstört, dann wieder aufgebaut
- Schloss La Gagnerie
- Schloss Le Grand Perray, Ende des 18. Jahrhunderts erbaut

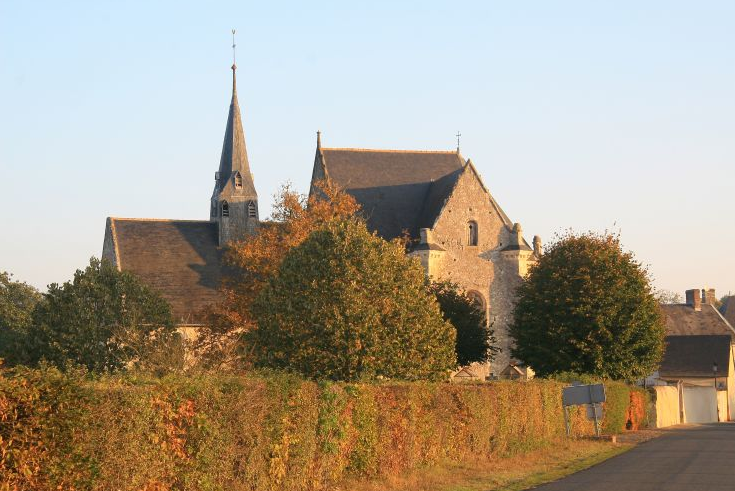
Kirche Saint-Martin
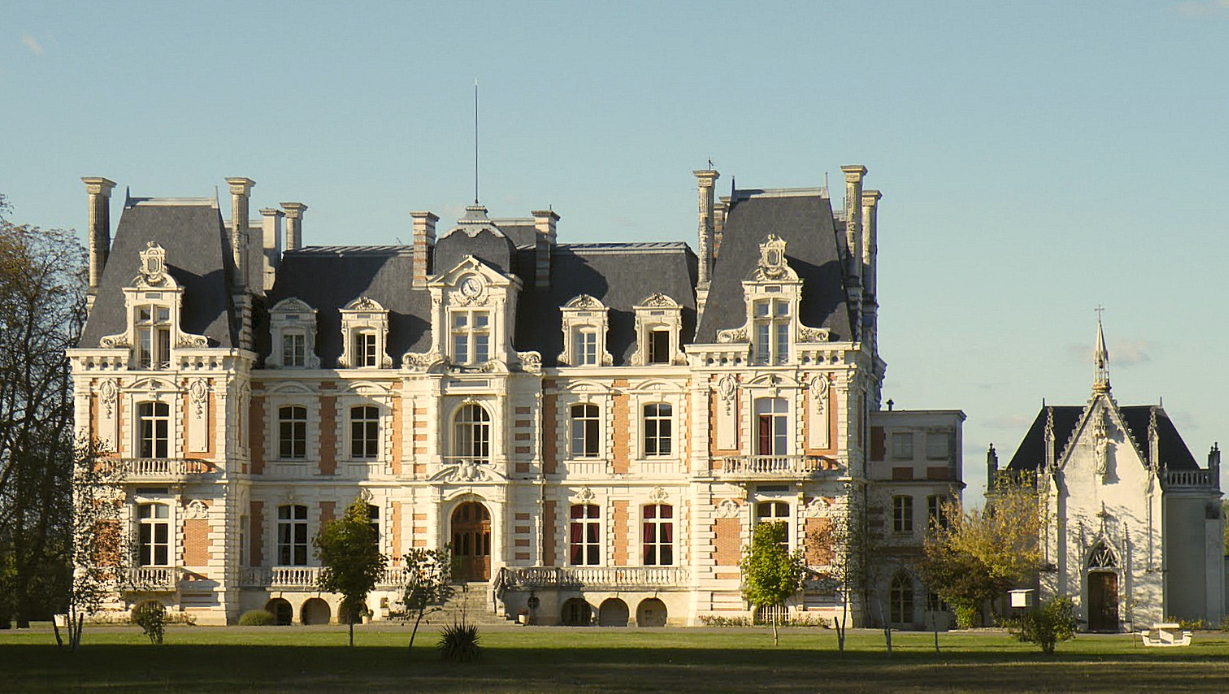
Schloss La Maison Rouge